# Steganacarus phasganus
Steganacarus phasganus är en kvalsterart som beskrevs av Wojciech Niedbała 2004. Steganacarus phasganus ingår i släktet Steganacarus och familjen Phthiracaridae. Inga underarter finns listade i Catalogue of Life.